# Killian's

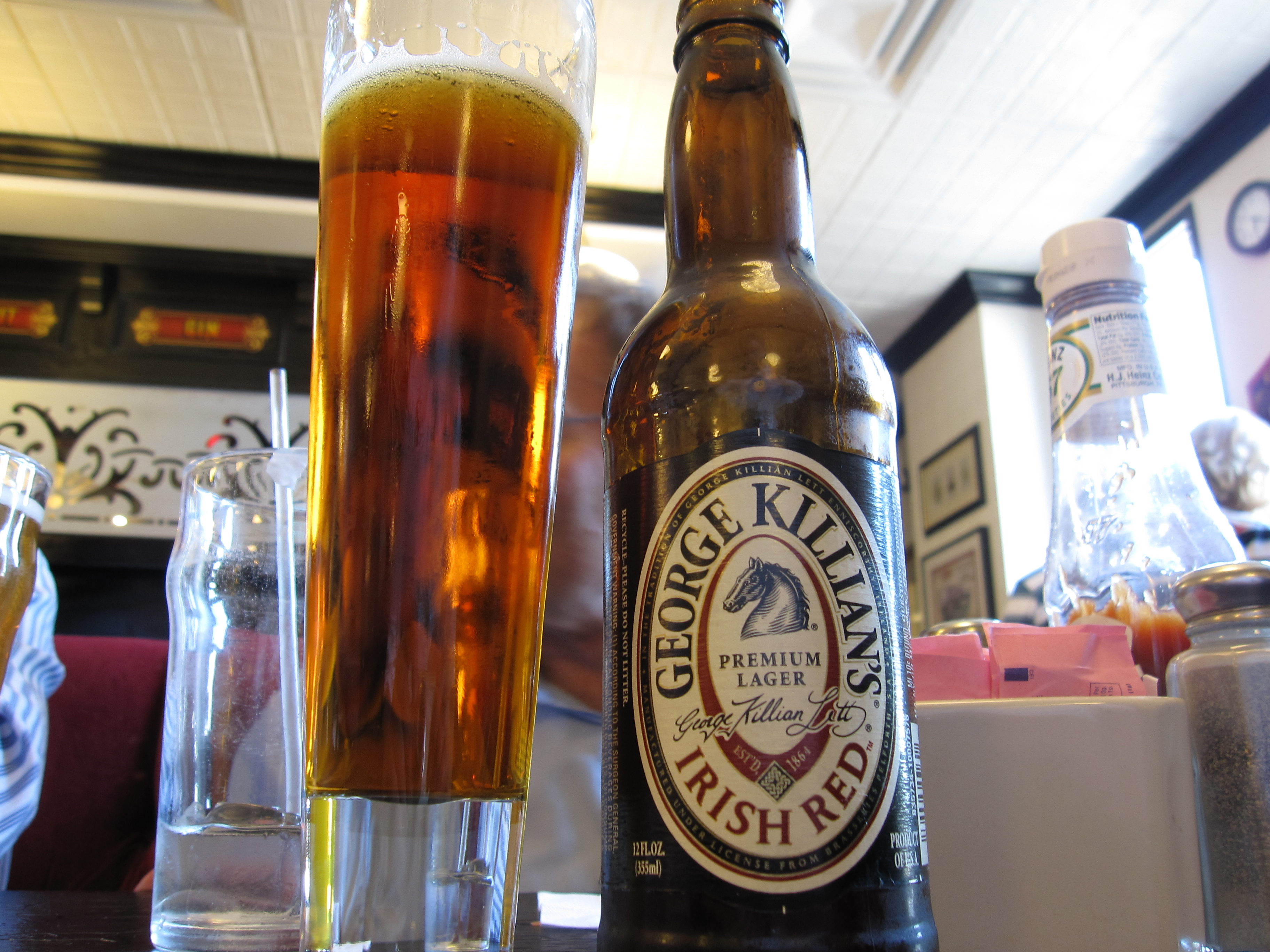
George Killian's Irish Red

George Killian's Irish Red je 4,9% vídeňský ležák vyrobený technologií spodního kvašení. Vaří ho pivovar Coors. Značka byla získána od pivovaru Pelforth ve Francii který jej původně získal od pivovaru Lett's z Irska který byl roku 1956 uzavřen.

## Historie
George Killian's Irish Red je pivo jehož kořeny sahají do Irska, je založeno na receptu, který vznikl ve městě Enniscorthy v roce 1864. Jméno pivu dal George Killian Lett, pravnuk George Henryho Letta, zakladatele pivovaru v Enniscorthy. Původně se jednalo o červené irské pivo (Irish red ale) jménem "Enniscorthy Ruby Ale" vařené od roku 1864 do roku 1956, kdy pivovar ukončil svojí výrobu. V Irsku se od té doby neprodává. Značku "George Killian" odkoupil francouzský pivovar Pelforth. V roce 1981 Coorovi koupili práva k použití značky "Killian's Irish Red" na území USA pro 4,9procentní vídeňský ležák který se rychle stal velmi populární

## Suroviny
George Killian's získává barvu a chuť ze speciálního karamelizovaného sladového ječmene který je pražen při vysokých teplotách déle a pomaleji než jiné slady. Během procesu vaření není použito žádných barviv nebo jiných aditiv

George Killian's je v současné době k dispozici v lahvích, plechovkách i sudech. Jedna 12 uncová porce obsahuje cca 163 kalorií.

## Ocenění
- 1998 – Brewer's Association Beer Cup Zlatá medaile, American-Style Amber Lager
- 1998 – Great American Beer Festival(GABF) Stříbrná medaile, American-Style Amber Lager
- 1997 – Great American Beer Festival(GABF) Stříbrná medaile, American-Style Amber Lager